# Вольновское сельское поселение (Крым)
Вольновское се́льское поселе́ние (укр. Вільненське сільське́ посе́лення, крымскотат. Frayleben köy yurtu, Фрайлебен кой юрту)  — муниципальное образование в Джанкойском районе Республики Крым России.
Административный центр — пгт Вольное.

## География
Расположено на  юге Джанкойского района Крыма, в степной зоне полуострова, у границы с Красногвардейским районом.

## История
В 1995 году был образован Вольновский поселковый совет, площадью 11,6 км²,
Статус и границы Вольновского сельского поселения установлены Законом Республики Крым от 5 июня 2014 года № 15-ЗРК «Об установлении границ муниципальных образований и статусе муниципальных образований в Республике Крым».

## Население
| 2001  | 2009  | 2010  | 2011  | 2012  | 2013  | 2014  |
| ----- | ----- | ----- | ----- | ----- | ----- | ----- |
| 2044  | ↘1973 | ↗2015 | ↗2036 | ↗2063 | ↘2055 | ↘1969 |
| 2015  | 2016  | 2017  | 2018  | 2019  | 2020  | 2021  |
| ↗1982 | ↘1958 | ↘1947 | ↘1940 | ↘1937 | ↘1936 | ↗2012 |

## Состав сельского поселения
| № | Населённый пункт | Тип населённого пункта      | Население |
| - | ---------------- | --------------------------- | --------- |
| 1 | Вольное          | пгт, административный центр | ↗2012     |